# Fejervarya schlueteri
Fejervarya schlueteri är en groddjursart som först beskrevs av Werner 1893.  Fejervarya schlueteri ingår i släktet Fejervarya och familjen Dicroglossidae. IUCN kategoriserar arten globalt som otillräckligt studerad. Inga underarter finns listade i Catalogue of Life.